# Noiembrie 1984
Acest articol este generat integral pe baza informațiilor din articolul 1984 și este actualizat periodic de un robot.
 Editările făcute în articol vor fi șterse la următoarea actualizare! Dacă doriți să faceți modificări, editați articolul-sursă.

ianuarie -
februarie -
martie -
aprilie -
mai -
iunie -
iulie -
august -
septembrie -
octombrie -
noiembrie -
decembrie
Noiembrie 1984 a fost a unsprezecea lună a anului și a început într-o zi de joi.

## Nașteri
- 1 noiembrie: Nemanja Milisavljević, fotbalist sârb
- 1 noiembrie: Rareș Oprea, fotbalist român
- 1 noiembrie: Miloš Krasić, fotbalist sârb
- 2 noiembrie: Andrei Nicolae, politician român
- 4 noiembrie: Ayila Yussuf, fotbalist nigerian
- 4 noiembrie: Mya Mason, actriță porno americană
- 5 noiembrie: Eliud Kipchoge, atlet kenyan
- 7 noiembrie: Dulee Johnson, fotbalist liberian
- 7 noiembrie: Giulia Anghelescu, cântăreață română
- 8 noiembrie: Erika Miyoshi, cântăreață japoneză
- 9 noiembrie: Mihai Pintilii, fotbalist român
- 9 noiembrie: Se7en, cântăreț sud-coreean
- 9 noiembrie: French Montana, rapper
- 10 noiembrie: Adrian Pătulea, fotbalist român
- 10 noiembrie: Serghei Gafina, fotbalist moldovean
- 13 noiembrie: Diogo Santos, fotbalist portughez
- 13 noiembrie: Lucas Barrios, fotbalist paraguayan
- 15 noiembrie: Katarina Bulatović, handbalistă română
- 16 noiembrie: Mihai Roman, fotbalist român născut în 1984
- 17 noiembrie: Megumi Sato, actriță japoneză
- 17 noiembrie: Park Han Byul, actriță sud-coreeană
- 17 noiembrie: Park Han-byul, actriță sud-coreeană
- 18 noiembrie: Sabin Țambrea, actor german
- 18 noiembrie: Johnny Christ, muzician american
- 18 noiembrie: Enar Jääger, fotbalist estonian
- 19 noiembrie: Aliaksandr Buikevici, scrimer belarus
- 19 noiembrie: Jorge Fucile, fotbalist uruguayan
- 22 noiembrie: Scarlett Johansson (Scarlett Ingrid Johansson), actriță americană
- 24 noiembrie: Lavinia Pârva, cântăreață română și fotomodel
- 25 noiembrie: Gaspard Ulliel, actor francez (d. 2022)
- 26 noiembrie: Ana Maria Popescu (n. Ana Maria Brânză), sportivă română (scrimă)

## Decese
Ștefan Bârsănescu, 89 ani, pedagog, academician și eseist român, membru corespondent al Academiei Române (n. 1895)
Avraham Pereira, 50 ani, cântăreț bas israelian, interpret de muzică sefardă și muzică ușoară israeliană (n. 1934)
Xavier Herbert, 83 ani, scriitor australian (n. 1901)
Eta Boeriu (n. Margarita Caranica), 61 ani, poetă și traducătoare română (n. 1923)
Shisō Kanaguri, 92 ani, atlet japonez (maraton), (n. 1891)
Laurențiu Fulga (n. Laurențiu Ionescu), 68 ani, jurnalist român (n. 1916)
Constantin Rauțchi, 50 ani, actor român (n. 1934)
Paolo Monelli, ziarist și scriitor italian (n. 1891)
Alexander Moyzes, 78 ani, compozitor slovac (n. 1906)
Tatiana Pavlovna Ehrenfest, 79 ani, matematiciană neerlandeză (n. 1905)